# Bernardino Trionfetti
Bernardino Trionfetti OFM Obs., eigentlich Bernardino Trionfetti de Montefranco, (* 18. Oktober 1803 in Montefranco, Umbrien; † 9. Januar 1884 in Assisi) war ein italienischer Ordensgeistlicher, Kustos des Heiligen Landes, Generalminister der Franziskaner und Bischof von Terracina-Priverno-Sezze.

## Leben
Bernardino Trionfetti trat der Ordensgemeinschaft der Franziskaner-Observanten in Assisi bei und legte am 4. November 1820 seine Profess ab. Nach seiner theologischen Ausbildung empfing er am 7. Mai 1826 die Priesterweihe. Er war der Provinzial seiner franziskanischen Mutterprovinz.
Am 24. August 1847 erfolgte seine Bestellung zum 141. Kustos des Heiligen Landes mit dem Titel Kustos (= Wächter) des Heiligen Landes. Er ist der kanonische Obere der Kustodie des Heiligen Landes. Trionfetti trat am 20. Oktober 1847 in die Grabeskirche in Jerusalem ein und übernahm offiziell das Amt mit dem Hintergrund der Wiedererrichtung des lateinischen Patriarchats von Jerusalem im selben Jahr. 1853 wurde Trionfetti wiedergewählt; am 23. März 1856 übergab er das Amt seinem Nachfolger.
Am 10. Mai 1856 erfolgte im Generalkapitel des Franziskanerordens die Wahl von Bernardino Trionfetti zum General des Ordens. Von 1856 bis 1862 war er der 101. Generalminister der Franziskanergemeinschaft.
Papst Pius IX. ernannte ihn am 25. September 1862 zum Bischof von Terracina-Priverno-Sezze. Die Bischofsweihe spendete ihm in San Bartolomeo all’Isola in Rom der Erzbischof von Frascati, Antonio Maria Kardinal Cagiano de Azevedo am 5. Oktober 1862; Mitkonsekratoren waren sein Amtsvorgänger, der emeritierter Bischof von Terracina-Priverno-Sezze, Guglielmo Aretini-Sillani, und Luigi Filippi OFM Ref., Erzbischof von L’Aquila.
Papst Leo XIII. gab seinem altersbedingten Ruhestandsgesuch am 23. Februar 1880 statt und ernannte ihn zum Titularbischof von Capharnaum. Bernardino Trionfetti starb im Kloster der Basilika Santa Maria degli Angeli in Assisi.

## Schriften
- Lettera pastorale e indulto per la Quaresima del 1873, Tipografia Guerra e Mirri, 1873 (Google Books)